# 李四光地质科学奖
李四光地质科学奖是中华人民共和国地质学领域最高级别的奖项，1989年为纪念中国地质学家李四光而设立。李四光地质科学奖设立有野外地质工作者奖、地质科技研究者奖、地质教师奖和荣誉奖四个奖项，每两年评选一次，每次获奖人数（除荣誉奖）不得超过15人。获奖者一生只能获奖一次，并作为终身荣誉。
1989年10月，在李四光诞辰一百周年之际，李四光地质科学奖委员会首次向获奖者颁发证书、奖章和奖金。2007年5月30日，李四光地质科学奖基金会正式成立。